# Skogskyrkogården

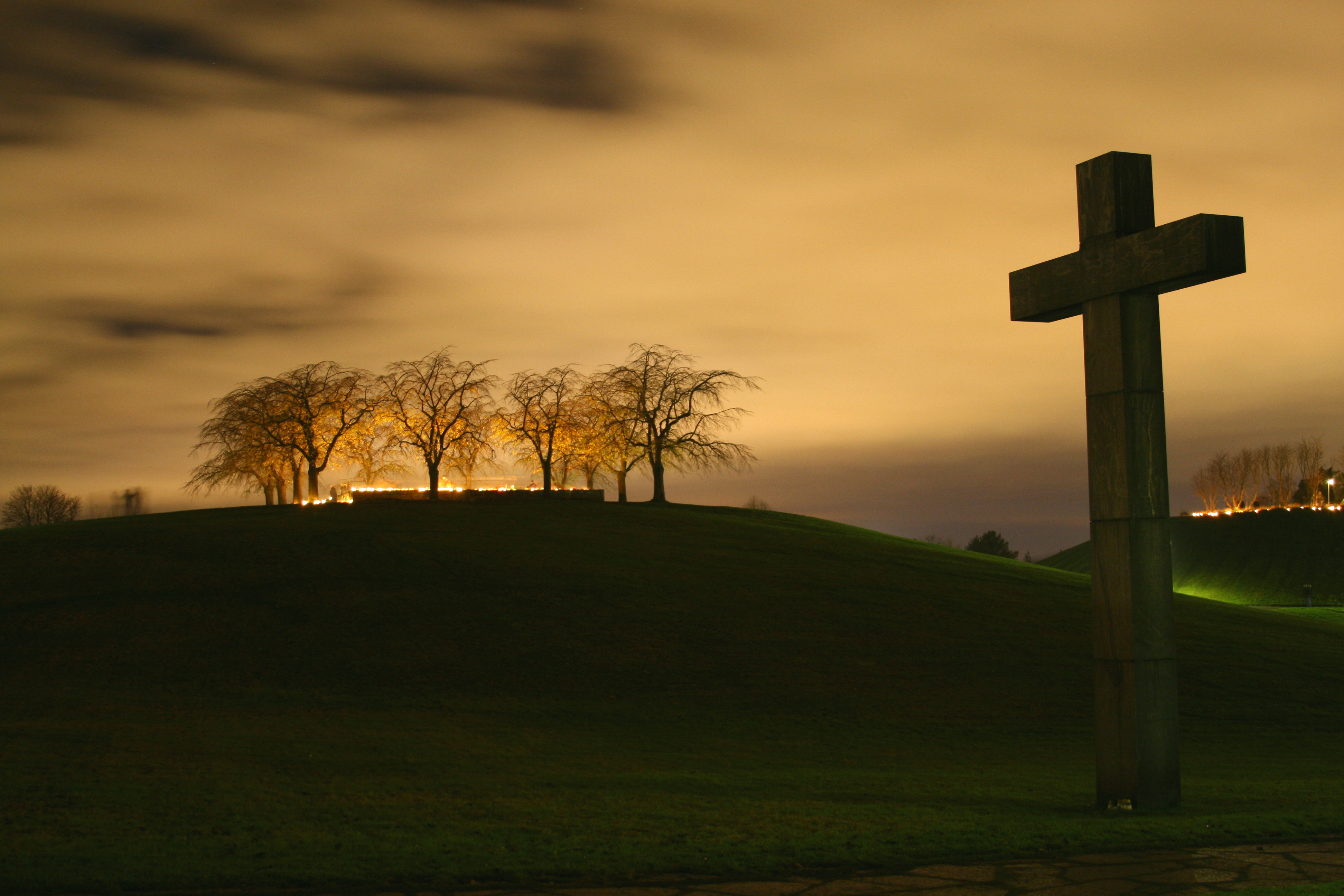
Skogskyrkogården.

Skogskyrkogården (en español Cementerio del bosque), está ubicado al sur de la ciudad de Estocolmo.
Los arquitectos suecos Erik Gunnar Asplund y Sigurd Lewerentz fueron los ganadores de un concurso en el año 1915 para la construcción de un gran cementerio en Estocolmo. El nombre de su propuesta fue "Tallum", nombre que deriva del término pino, (en sueco Tall). Es un lugar que inspira tranquilidad.
El cementerio está construido adaptándose a la naturaleza del bosque, con varias capillas y un crematorio. Se inspiró en los cementerios forestales alemanes de Friedhof Ohlsdorf en Hamburgo y el Waldfriedhof en Múnich y las pinturas de Caspar David Friedrich. Su forma ha sido un modelo seguido en la construcción de otros cementerios por todo el mundo. La capilla principal data de 1925 y el crematorio de 1940, ambos obra del arquitecto Gunnard Asplund; la primera, en estilo clasicista nórdico, y el segundo en su final estilo racional modernista, ya que lo terminó poco antes de su muerte.
Las cifras del cementerio dan cuenta de alrededor de 50.000 tumbas. Además, cuenta con dos áreas de bosque ("Bosque del recuerdo"), donde se entierra de forma anónima; alrededor de estos bosques se pueden dejar flores, encender velas y meditar. En Suecia desde el siglo XX se acostumbra enterrar los restos tras ser incinerados.
Skogskyrkogården fue declarado Patrimonio de la Humanidad en el año 1994 por la Unesco.

## Celebridades enterradas
- Greta Garbo
- Avicii
- Jan Johansson
- Quorthon
- Per Yngve Ohlin
- Lars Göran Petrov

## Imágenes del lugar

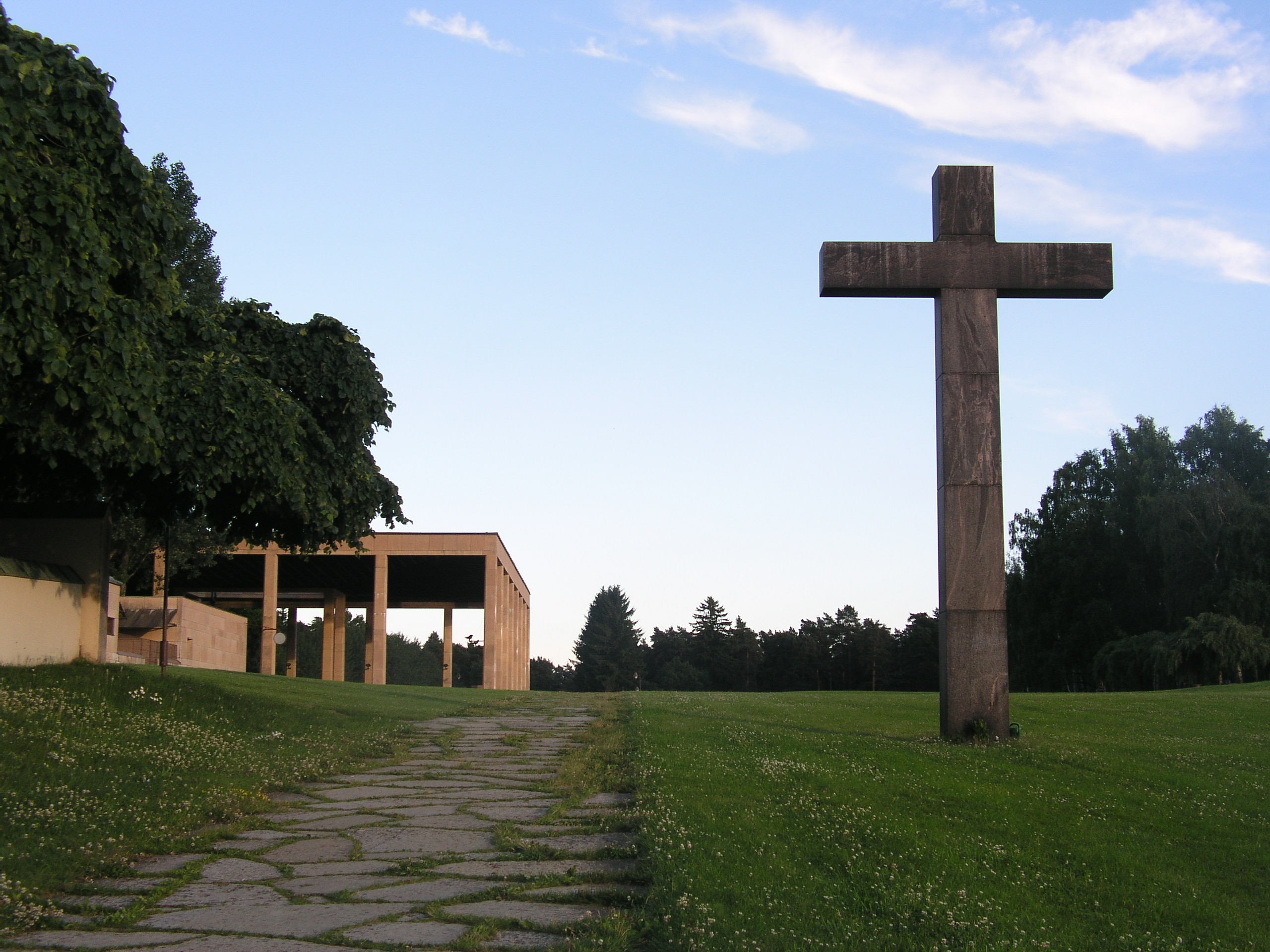
Heliga korsets kapell La capilla de la Santa Cruz.
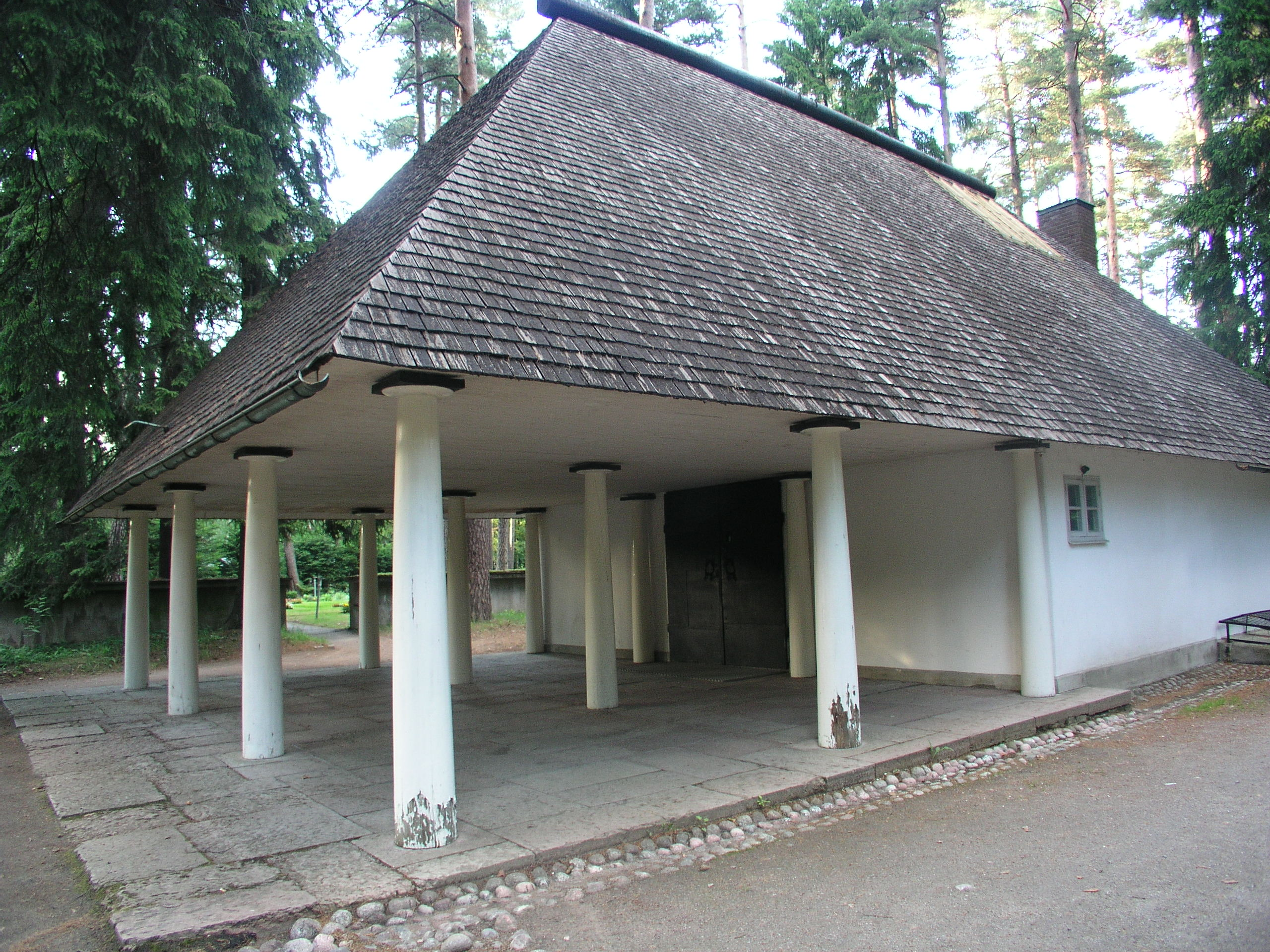
Skogskapellet La capilla del bosque.
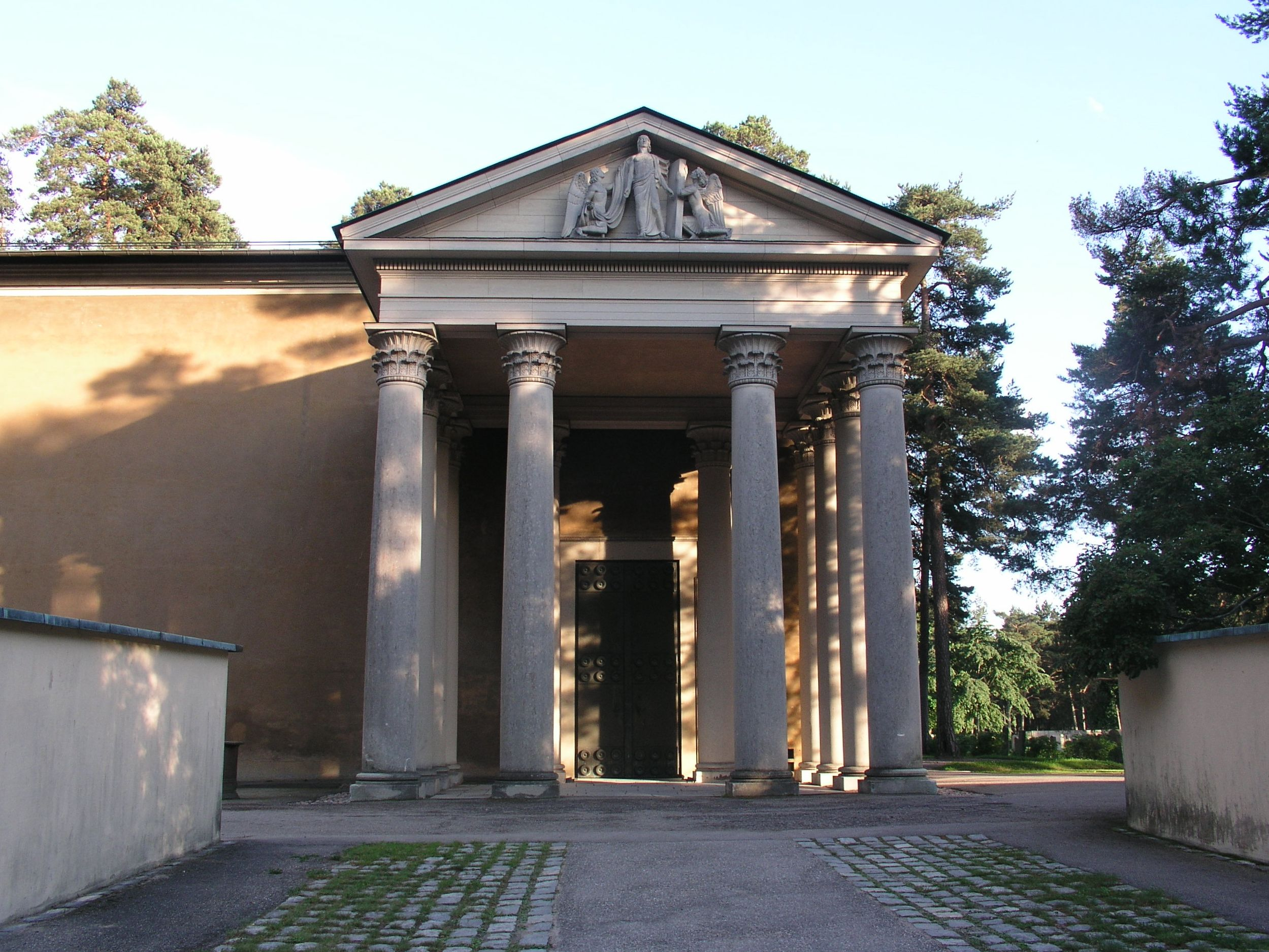
Uppståndelsekapellet La capilla de la resurrección.